# Preslava
Petja Koleva Ivanova (en búlgaro: Петя Колева Иванова), más conocida como Preslava (en búlgaro: Преслава), es una cantante búlgara de chalga nacida en Dobrich, Bulgaria, el 26 de junio de 1984.

## Biografía
Preslava es una conocida y exitosa cantante de Pop-folk. Comenzó su carrera en el año 2004 con su primer éxito, "Njamaš Sârce", que en español significa "No tienes corazón". Esta canción es la versión búlgara de, "Ravno Do Kosovo", gran éxito de la cantante serbia Marta Savic. Preslava, pertenece a la discográfica Payner Music, una de las compañías más importantes y grandes de Bulgaria y de los Balcanes. Payner music está estrechamente ligada a la discográfica serbia Grand Production y posee un contrato por el cual está autorizada a utilizar la música de Grand Production.
A pesar de su juventud, Preslava ha conseguido muchos éxitos a lo largo de su carrera como cantante. Dentro de sus sencillos más conocidos destacan: 'Mili Moj', 'Zavinagi Tvoja', 'Običam Te', 'Mrazja Te', 'Finalni Dumi', 'Djavolsko želanie', 'Lâža E', 'I Kogato sâmne' y 'Mâž na horizonta.' Su popularidad también se debe a su estilo ecléctico fusionando el Turbo-folk con el pop y el R&B.

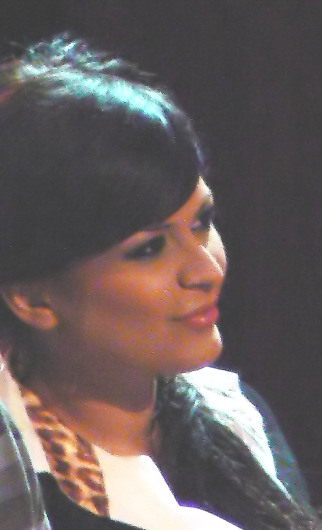
Preslava en un concierto en 2008.

Preslava está muy orgullosa de sus orígenes balcánicos, lo cual se nota en una de sus canciones, titulada "Ljubov balkanska" que significa: "Amor balcánico" canción que interpreta con la Orquesta. Akademci. Es muy políglota debido a que habla fluidamente varias lenguas como el búlgaro, turco, romaní, serbio y albanés.
La joven cantante inició una gira con la estrella serbia Neda Ukraden, cantante también perteneciente a Grand Production. Preslava se convirtió así en la primera cantante búlgara en salir de gira con una cantante serbia. Entre las influencias musicales de Preslava destacan varios artistas serbios conocidos en Bulgaria, como es el caso de las supersetrellas: Svetlana Raznatovic (Ceca) y Lepa Brena además de muchos otros.
A principios del año 2005, la cantante sacó el sencillo "Djavolsko želanie" (El deseo del demonio), carta de presentación del que sería el siguiente álbum. Aquel año, la cantante participó en la gira nacional "Planeta Prima", quizás uno de los eventos musicales más importantes de Bulgaria, donde interpretó sus canciones más conocidas hasta el momento. Después, en el mes de noviembre de aquel año, aparecería su segundo disco, que tenía el mismo título que su sencillo principal.
En el año 2006, la cantante grabó nuevamente varios singles de éxito. Después volvió a participar en la gira nacional de "Planeta" y, a finales de año, publicó un nuevo álbum, titulado "Intriga", cuyo sencillo principal sería la canción "I kogato sâmne".
El año siguiente, Preslava repitió de nuevo su participación en la gira anteriormente mencionada. De nuevo, se grabaron más singles de éxito como "Mâž na horizonta" y el día 29 de diciembre de aquel año, publicó su cuarto disco titulado "Ne sâm angel".
En el año 2008, la cantante trató de presentarse sin éxito al Festival de Eurovisión, con la canción "Ostavi mi"; sin embargo, no consiguió clasificarse para la final, y dicha canción no fue publicada. A mediados del año, de nuevo volvió a participar en la gira anual de los cantantes de su discográfica, en la que presentó nuevas canciones.
Un año después, Preslava, en el festival Montefolk, celebrado en Montenegro, ganó el premio a la mejor cantante búlgara con más del 90% de los votos. Después, participó como estrella invitada en el VIP brother 3. Después de participar otra vez en la gira "Planeta Pirma", la cantante se embarcó en otra gira, esta vez en solitario, y más tarde, a finales del año 2009, vería la luz su siguiente disco, titulado, "Pazi se ot prijatelki".
Desde su debut, la vocalista ha publicado seis discos en total, el último de los cuales se publicaría el día once de noviembre del año 2011.

## Galardones
2004
- Premio especial del festival de Folk de Valandovo 2004
- Mejor debut - Festival "Ohridski trabaduri"
- Tercer puesto en el festival "Pirin folk"
- Premio especial de la revista "Nov folk"
- Debut del año - premios anuales de "Planeta" TV
- Éxito del año - premio de la revista "Nov folk"

2005
- Mejor cantante profesional - premios anuales de "Planeta" TV
- Canción del año "Djavlsko želanie" - premios anuales de "Planeta" TV
- Álbum del año "Djavlsko želanie" ("Devil's desire") - Premio de la revista Nov folk

2006
- Mejor cantante - premios anuales de "Planeta" TV
- Canción del año "I kogato sâmne" - premios anuales de "Planeta" TV

## Discografía

### Álbumes de estudio
- Preslava - 2004
- Djavolsko želanie (Deseo diabólico) - 2005
- Intriga - 2006
- Ne sâm angel (No soy un angel) - 2007
- Pazi se ot prijatelki (Protégete de amigas) - 2009
- Kak ti stoi (¿Cómo te sienta?) - 2011
- Da gori v ljubov (Arder en amor) - 2019

### DVD
- Best video Selection - 2008
- Payner DVD Collection 16 - 2008
- Šest godini planeta TV - 2007
- Payner DVD Collection 15 - 2007
- Planeta derby - 2007
- Payner DVD Collection 14 - 2007
- Payner summer hits - 2007
- Proletno parti - 2007
- Planeta prima - 2006

### Recopilatorios
- Payner hit sezoni - prolet - 2008
- Hitovete na planeta payner 6 - 2008
- 6 Godišni muzikalni nagradi na televizija Planeta - 2008
- Ljubov i nežnost - 2008
- Payner hit sezoni - zima - 2008
- Folk collection 3 - 2008
- Payner hit dueti - 2007
- Romantični baladi - 2007
- Payner hit sezoni - esen - 2007
- Payner hit bikini - 2007
- Folk collection 2 - 2007
- 5 Godišni muzikalni nagradi na televizija Planeta - 2007
- Payner hit sezoni - prolet - 2007
- Folk collection 1 - 2006
- Magijata ljubov - 2006
- Payner hit sezoni - esen - 2006
- Strasti - 2006
- Osem plus - 2006
- Payner hit bikini - 2006
- Kogato sâmne - 2006
- Ritâmât na sârceto - 2006
- Payner hit zona - 2006
- Payner hit sezoni - prolet - 2006
- Iskam iskam - 2005
- Payner hit sezoni - esen - 2005
- Payner hit bikini - 2005
- Payner summer hits - 2005
- Midnight ballads - 2005
- Payner hit sezoni - prolet - 2005
- Muzikalna treska - 2005
- Nežna e noštta - 2005
- DJ - folk collection - 2005
- Party time
- Hitovete na Planeta Payner - 2005
- Za teb - 2004
- Čat Čat - 2004
- Payner hit bikini - 2004
- Payner hit sezoni - esen - 2004
- Payner summer hits - 2004
- Payner best ballads - 2004
- Payner hit dueti - 2004